# Nozhat al-Majales
Noz'hat al-Majāles (in persiano نزهة المجالس‎ "Gioia degli incontri/Assemblee") è un'antologia che contiene circa 4.100 quartine in lingua persiana di circa 300 poeti dal V al VII secolo dell'Egira (dall'XI al XIII secolo). L'antologia fu compilata intorno alla metà del VII secolo dell'Egira (XIII secolo) dal poeta persiano Jamal al-Din Khalil Shirvani. Jamal al-Din Khalil Shirvani (in persiano جمال خلیل شروانی‎   ) compilò la sua antologia a nome di 'Ala al-Din Shirvanshah Fariborz III (r. 1225-1251), figlio di Goshtasp. Il libro fu dedicato a Fariboz III.

## Libro
Il libro è organizzato per argomento in 17 capitoli suddivisi in 96 diverse sezioni. L'antologia comprende anche 179 quartine e un'ode (qasida) di 50 distici scritta dallo stesso Jamal Khalil Shirvani. Il libro è conservato in un unico manoscritto copiato da Esmail b. Esfandiyar b. Mohammad b. Esfandiar Abhari il 31 luglio 1331.
Un'importanza significativa di Nozhat al-Majales è che contiene quartine di poeti le cui opere non sono più esistenti. Ad esempio, contiene trentatré quartine di Omar Khayyam e sessanta quartine di Mahsati. Queste sono tra le raccolte più antiche e affidabili delle loro opere. Nozhat al-Majales contiene anche quartine di studiosi e mistici come Avicenna, Attar di Nishapur, Sanai, Afdal al-Din Kashani, Ahmad Ghazali (il fratello mistico di al-Ghazali), Majd al-din Baghdadi (una figura importante della tradizione del sufismo nato a Baghdadak nel Grande Khorasan) e Ahmad Jam, che non era mai stato riconosciuto tra i grandi poeti. Contiene anche quartine di scrittori e poeti che non sono noti per le loro quartine come Asadi Tusi, Nizami Ganjavi, Fakhruddin As'ad Gurgani e Qabus. Alcune quartine sono persino narrate da dichiarazioni e governanti come Farboz III Shirvanshah, il sultano selgiuchide Tugrul e Shams ad-Din Juvayni.

## Lingua e cultura persiana nelle regioni del Caucaso
Il merito più significativo di Nozhat al-Majales, per quanto riguarda la storia della letteratura persiana, è che abbraccia le opere di circa 115 poeti dell'Iran nordoccidentale e della Transcaucasia orientale (Arran, Sharvan, Azerbaigian iraniano, inclusi 24 poeti del solo Ganja), dove, a causa del cambio di lingua, l'eredità della letteratura persiana in quella regione è quasi del tutto scomparsa. Numerose quartine di alcuni poeti della regione (es. Aziz Shirwani, Shams Sojasi, Amir Najib al-Din Omar di Ganjda, Kamal Maraghi, Borhan Ganjai, Eliyas Ganjai, Bakhtiar Shirwani) sono menzionati in una serie di carte di cui l'editore aveva le loro opere.
A differenza di altre parti della Persia, dove i poeti erano legati alle corti o appartenevano a ranghi più alti della società come studiosi, burocrati e segretari, un buon numero di poeti delle regioni transcaucasiche orientali sorse tra la classe operaia e usavano spesso espressioni colloquiali nella loro poesia. Sono indicati come portatori d'acqua (Saqqa), mercanti di passeri, guardie del corpo (jandar), sellai, produttori di coperte (Lehafi), ecc. Alcuni di questi poeti erano anche donne come Dokhatri-i Khatib Ganjeh, Dokhtar-i Salar, Dokhtar-i Sati, Mahsati Ganjavi, Dokhtar-i Hakim Kaw, Razziya Ganjai. Il fatto che molte poetesse e persone comuni, non legate alle corti, avessero composto quartine illustra l'uso generale del persiano in quella regione prima della sua graduale turkificazione linguistica.
Su Mohammad Ibn Ba'ith: صفحه 18: اما نباید این تصور را پیش آورد که سخن فارسی همراه سلجوقیان در آآربایجان و آران راه گشود. برعکس, این را خوب میدانیم که شمال غرب ایران از آغاز همیشه پایگاه فرهنگ والای ایرانی بوده است , و پیش از آنکه محمد بن وصیف سگزی (نخستینه شاعر شناخهء ایران) در سیستان سرودن قصیده را آغاز کند, به گفتهء طبری پیران مراغه اشعار فارسی ( یعنی فهلوی) محمد بن بعیث بن حلبس فرمانروای مرند (متوقی 235) را میخوانده‌‌. حلبس پدر بزرگ این مرد, خود از مهاجران تازی نجد و حجاز بود, و شعر فارسی گفتن نوهاش به سبب انس با محیط فرهنگ محلی بود. Traduzione: Pg 18: Non si dovrebbe erroneamente affermare che i Selgiuchidi portarono il Persiano ad Arran e in Azerbaigian. Contrariamente a questa idea, sappiamo bene che il Nord Ovest è sempre stato un centro ricco di cultura iraniana. Anche prima di Muhammad ibn Wasif Sagrzi (il primo poeta noto dell'Iran) che compose nella forma Qasida in Sistan, Tabari ha menzionato che gli anziani di Maragha leggevano il vernacolo persiano Fahlavi) poesie di Mohammad ibn Ba'ith ibn Halbas, il sovrano di Marand. Halbas, che era suo nonno, era lui stesso un migrante arabo dalle terre di Najd e Hijaz, e la poesia persiana di suo nipote era dovuta alla sua immersione nella cultura locale.
Pg 20 su scrittori URSS: بنابراین ادعای سیاست پیشگان شوروی و جاهلانی که طوطی -وار حرفهای آنها را تکرار میکنند درست نیست, و وجود اینهمه شاعران فارسیگوی در قفقاز و آران تحت تأثیر فرامانروایان ایرانی آن سرزمین نبوده , بلکه درست برعکس این ادعای غرض آلود, زبان و فرهنگ بومیان آن بومیان آن دیار بود که فرمانروایان بیگانه را با فرهنگ ایرانی خوگرفت Traduzione di pagina 20: "Quindi la teoria degli autori sovietici politicizzati e quelli che li definiscono ignoranti non sono corretti, e la moltitudine di poeti persiani dal Caucaso e Arran non era dovuta ai governanti iraniani e iranizzati dell'area, ma contrariamente a questa teoria politicizzata, furono la lingua e la cultura del popolo che iranizzarono i governanti
Pg 25-27 sono dedicate allo stile di Arran (SABK-e-Arrani): برخی پژوهندگان دیگر هم بدون توجه به شیوهی سخن و نوع مضمون و خیال , تنها مناسبت زمانی را در نظرگرفته سخنسرایان آن دیار را جزو "شعر